# Frankie Jonas
Franklin Nathaniel "Frankie" Jonas (Ridgewood, Nueva Jersey; 28 de septiembre de 2000) es un actor estadounidense, que tuvo un papel recurrente en la serie de Disney Channel, Jonas L.A.. Sus hermanos mayores - Joe, Nick y Kevin - forman el grupo pop rock The Jonas Brothers. Fue protagonista en su primer papel solo sin sus hermanos en el doblaje de Gake no ue no Ponyo, junto a Noah Cyrus.

## Vida personal
Frankie es el hijo de Denise y Paul Kevin Jonas y el hermano menor de Kevin, Joe y Nick. Jonas se refiere a veces como el "Bonus Jonas". y "Frank the Tank".

## Carrera
En 2009, Jonas prestó su voz a una película de animación japonesa, Gake no ue no Ponyo de Hayao Miyazaki, que fue estrenada en los cines estadounidenses el 14 de agosto de 2009. Interpretó a Sōsuke, el protagonista que se hace amigo de un pez juvenil llamado Ponyo (voz de Noah Cyrus), que quiere convertirse en una chica humana. También ambos cantan el tema musical de la película.
Apareció como un personaje recurrente en la serie original de Disney Channel, Jonas L.A. por la que ganó el premio a la "Choice Breakout TV Star Male" en los Teen Choice Awards 2009.
Apareció en su primera película Camp Rock 2: The Final Jam junto a sus hermanos mayores los Jonas Brothers como Trevor Kendall, un Roquero Junior en Camp Rock.
Aparecerá en el show de realidad de su hermano (Kevin), que lo sigue a él ya su esposa durante su vida matrimonial, y los Jonas Brothers Reunión.

## Filmografía

### Televisión
| Año           | Título                           | Personaje     | Notas                                                 |
| ------------- | -------------------------------- | ------------- | ----------------------------------------------------- |
| 2008          | Jonas Brothers: Living the Dream | Él mismo      |                                                       |
| 2008          | Jonas Brothers: Band in a Bus    | Él mismo      |                                                       |
| 2009–2010     | Jonas L.A.                       | Frankie Lucas | Papel Secundario, Disney Channel Original Series      |
| 2011          | R.L. Stine's The Haunting Hour   | Dave          | Pumpkinhead Episode                                   |
| 2012-2013     | Married to Jonas                 | Él mismo      | (Docu-novela) transmitido desde agosto de 2012        |
| 2022-presente | Claim to Fame                    | Él mismo      | Coanfitrión junto con Kevin Jonas, reality show de TV |

### Películas
| Año  | Título                                         | Personaje        | Notas                                           |
| ---- | ---------------------------------------------- | ---------------- | ----------------------------------------------- |
| 2009 | Gake no ue no Ponyo                            | Sōsuke           | Doblaje en inglés                               |
| 2009 | Night at the Museum: Battle of the Smithsonian | Niño en el museo | Sin acreditar                                   |
| 2009 | Jonas Brothers: The 3D Concert Experience      | Él mismo         | Cameo                                           |
| 2010 | Camp Rock 2: The Final Jam                     | Trevor Kendall   | Papel secundario; Disney Channel Original Movie |
| 2011 | Jonas Brothers: The Journey                    | Él mismo         | (Documental no autorizado)                      |
| 2011 | Spooky Buddies                                 | Pip              | Voz                                             |
| 2012 | The Reef: High Tide                            | Junior           | Voz                                             |
| 2013 | Gusty Frog                                     | Frankie          |                                                 |
| 2019 | Jonas Brothers: Chasing Happiness              | Él mismo         | Documental                                      |
| 2020 | Jonas Brothers: Happiness Continues            | Él mismo         | Documental                                      |

## Discografía

### Canciones y/o Álbumes
| Año  | Canción/álbum | Artista                    |
| ---- | ------------- | -------------------------- |
| 2009 | «Ponyo»       | Frankie Jonas & Noah Cyrus |
| 2023 | «Cocaine»     | Frankie Jonas              |
| 2023 | «Hoboken»     | Frankie Jonas              |
| 2023 | «Grow Up»     | Frankie Jonas              |
| 2023 | «New Girl»    | Frankie Jonas              |
| 2023 | «Cherub»      | Frankie Jonas              |

### Vídeos musicales
| Año  | Vídeo                           | Artista                                               |
| ---- | ------------------------------- | ----------------------------------------------------- |
| 2008 | «When You Look Me in the Eyes»  | Jonas Brothers (cameo)                                |
| 2009 | «Love Is on Its Way»            | Jonas Brothers (cameo)                                |
| 2009 | "Fly with Me»                   | Jonas Brothers (cameo)                                |
| 2009 | «Ponyo on the Cliff by the Sea» | Frankie Jonas & Noah Cyrus                            |
| 2012 | «Sweet Baby»                    | Jru Driscoll (cameo)                                  |
| 2017 | «Remember I Told You»           | Nick Jonas junto con Anne-Marie & Mike Posner (cameo) |

## Premios y nominaciones
| Año  | Premio                 | Categoría                    | Personaje                   | Resultado |
| ---- | ---------------------- | ---------------------------- | --------------------------- | --------- |
| 2009 | Teen Choice Awards     | Choice TV Breakout Star Male | Frankie Lucas en Jonas L.A. | Ganador   |
| 2010 | J-14 Teen Model Awards | Icon of Tomorrow             | Él mismo                    | Nominado  |